# L’Estrada
L’Estrada – miejscowość w Hiszpanii, w Katalonii, w prowincji Girona, w comarce Alt Empordà, w gminie Agullana, w sąsiedztwie rzeki Llobregat d’Empordà.
Według danych INE w 2020 roku liczyła 87 mieszkańców – 46 mężczyzn i 41 kobiet. 